# BigTable
Chronologie des versions
Spanner (en)
Bigtable est un système de gestion de base de données compressées, haute performance, propriétaire, développé et exploité par Google.
C'est une base de données orientée colonnes, dont se sont inspirés plusieurs projets libres, comme HBase, Cassandra ou Hypertable.
Chez Google, Bigtable est stockée sur le système de fichiers distribué GoogleFS.
Google ne distribue pas sa base de données mais propose une utilisation publique de Bigtable via sa plateforme d'application Google App Engine.

## Histoire
Le développement de Bigtable a commencé en 2004 et est maintenant utilisé par un certain nombre d'applications de Google, telles que l'indexation Web, MapReduce, qui est souvent utilisé pour générer et modifier des données stockées dans Bigtable, Google Maps, Google Book Search, My Search History, Google Earth, Blogger.com, Google Code hosting, YouTube, et Gmail. Google a développé sa base de données pour des raisons telles qu'elle peut évoluer et mieux contrôler les performances.
Le SGBDR Spanner de Google est basé sur une implémentation de Bigtable. Google F1 a été construit en utilisant Spanner pour remplacer une implémentation basée sur MySQL.